# Aphanolaimus longisetosus
Aphanolaimus longisetosus är en rundmaskart som först beskrevs av Edmond Altherr 1960.  Aphanolaimus longisetosus ingår i släktet Aphanolaimus och familjen Leptolaimidae. Inga underarter finns listade i Catalogue of Life.